# Туна, Мустафа
Мустафа Туна (род. 1957, Шаркышла) — турецкий инженер, учёный и политик. С 2017 по 2019 год занимал пост мэра Анкары.

## Биография
Родился в 1957 году в Шаркышле. В 1980 году окончил Стамбульский технический университет со степенью бакалавра в области гражданского строительства. Два года спустя получил там же степень магистра. В 1982-83 годах обучался в США.
В 1995 году получил в СТУ докторскую степень за работу. Одновременно с осуществлением практических разработок проводил теоретические научные исследования в области технологий защиты окружающей среды, инженерной экономики и планирования инфраструктуры. Написал ряд работ, признанных как в Турции, так и за рубежом. За эти работы получил премию Совета Турции по научно-техническим исследованиям. Принимал участие в научных семинарах, конференциях, симпозиумах и встречах, проходивших как в Турции, так и за рубежом.

### Политическая карьера
В 2002 году был избран членом Великого национального собрания от партии справедливости и развития. Входил в состав парламента до 2007 года. Представлял Турцию в парламентской ассамблее Организации по безопасности и сотрудничеству в Европе.
В 2009 году одержал победу на местных выборах и был избран главой Синджана. В 2014 году был переизбран.
6 ноября 2017 года муниципальный совет Анкары избрал Мустафу Туна мэром Анкары вместо занимавшего этот пост более 24 лет Мелиха Гёкчека.